# Lemene
Der Lemene ist ein Fluss in Italien und entspringt im Friaul zwischen den Städten San Vito al Tagliamento und Casarsa. In Portogruaro vereint er sich mit dem Fluss Reghena und dem Kanal Versiola. Er fließt über Concordia Sagittaria weiter in die Lagune von Caorle, die über den natürlichen Abfluss Canale Nicesolo mit der Adria in Verbindung steht.